# Orfelinatul Tartler din Brașov
Orfelinatul Tartler din Brașov este un monument istoric aflat pe teritoriul municipiului Brașov. În Repertoriul Arheologic Național, monumentul apare cu codul 40205.130.

## Galerie

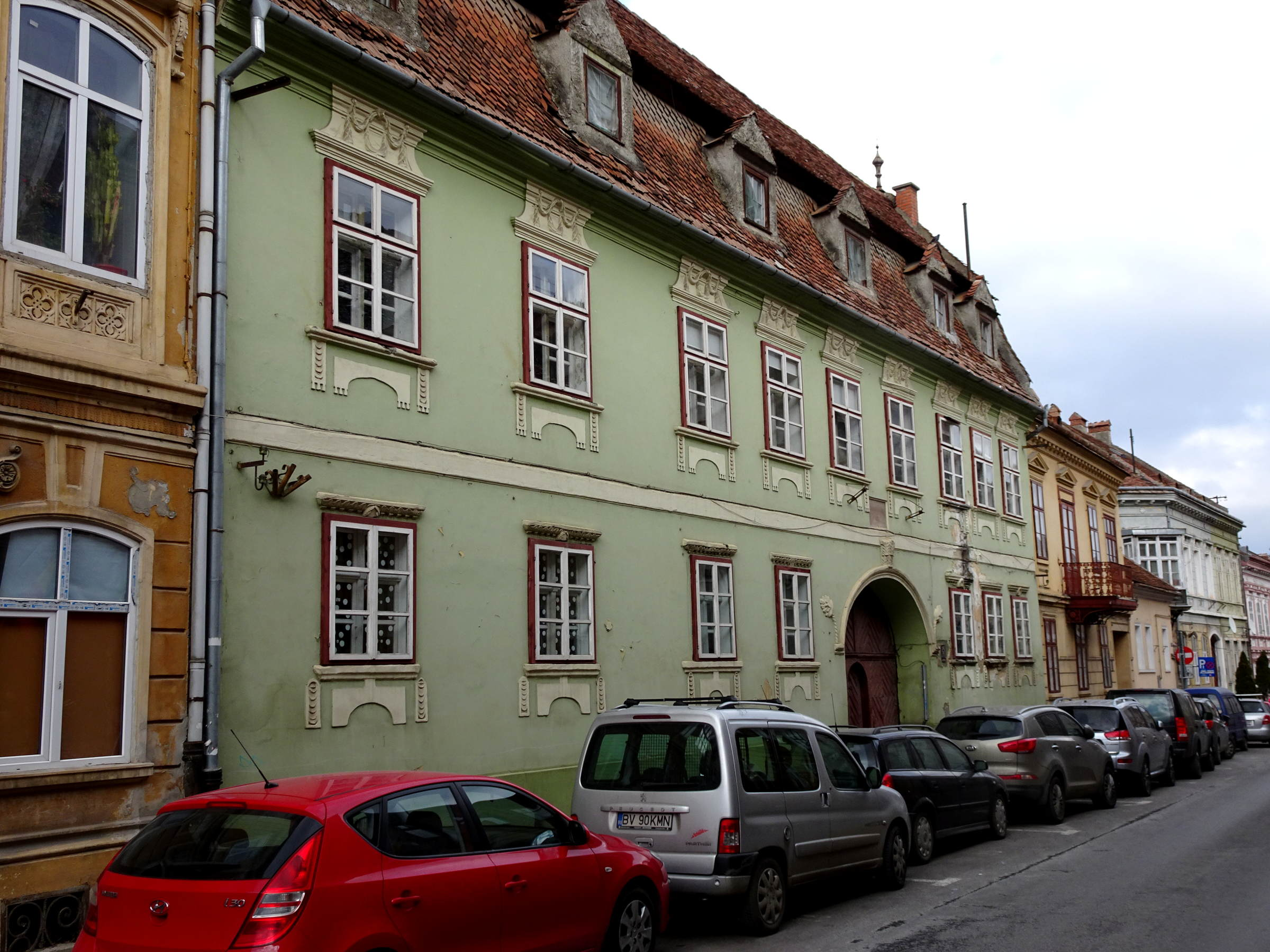
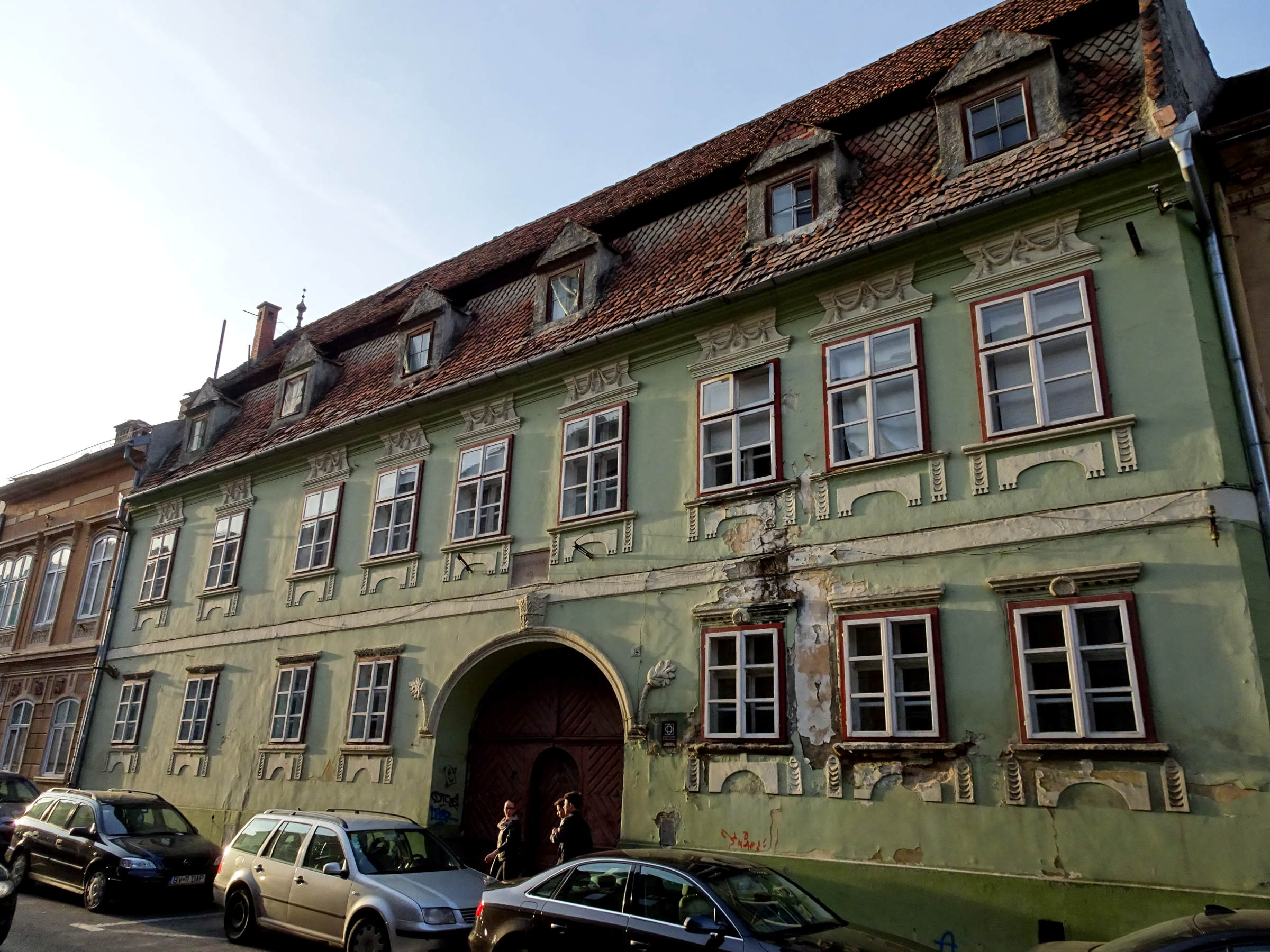
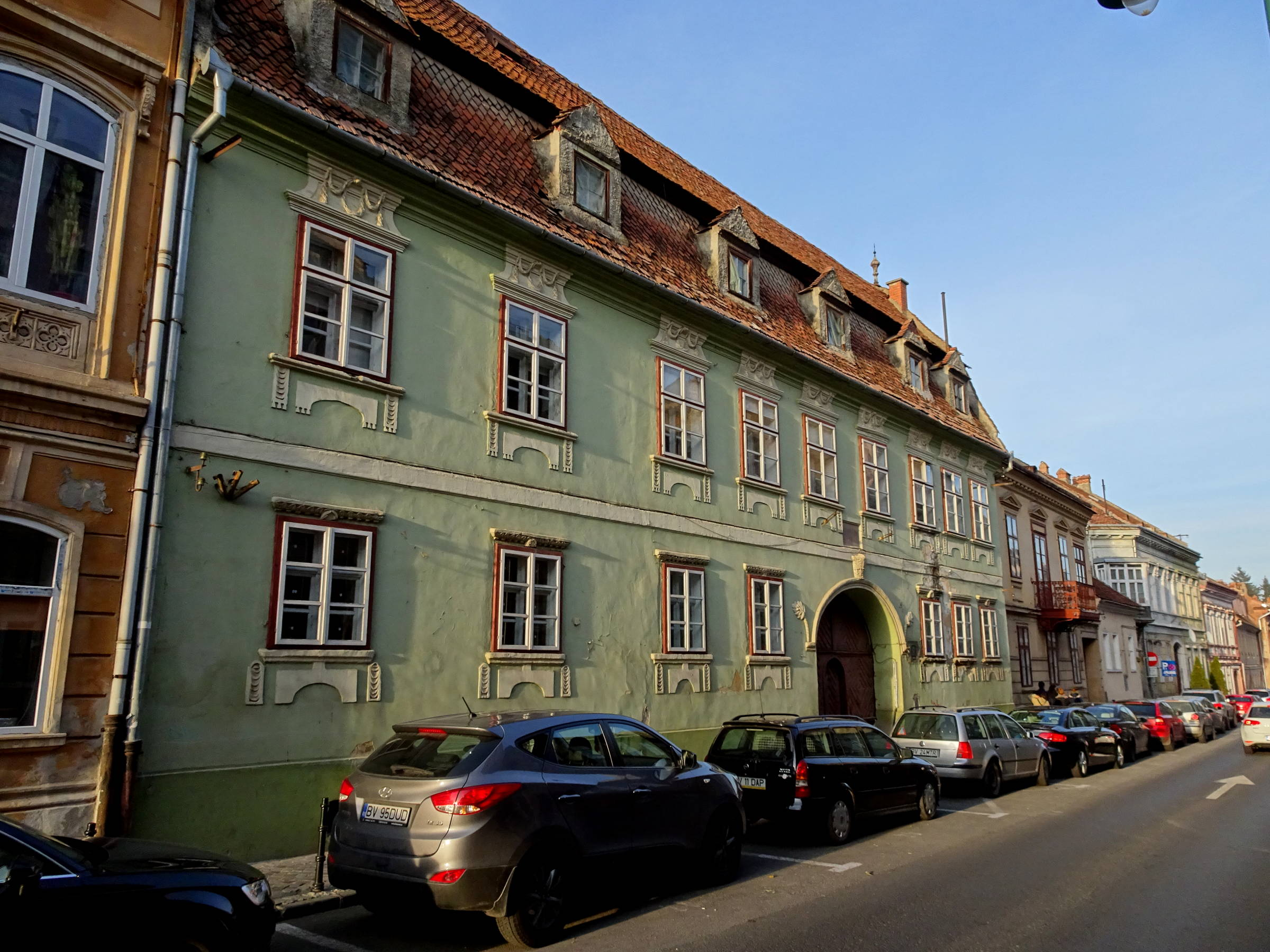
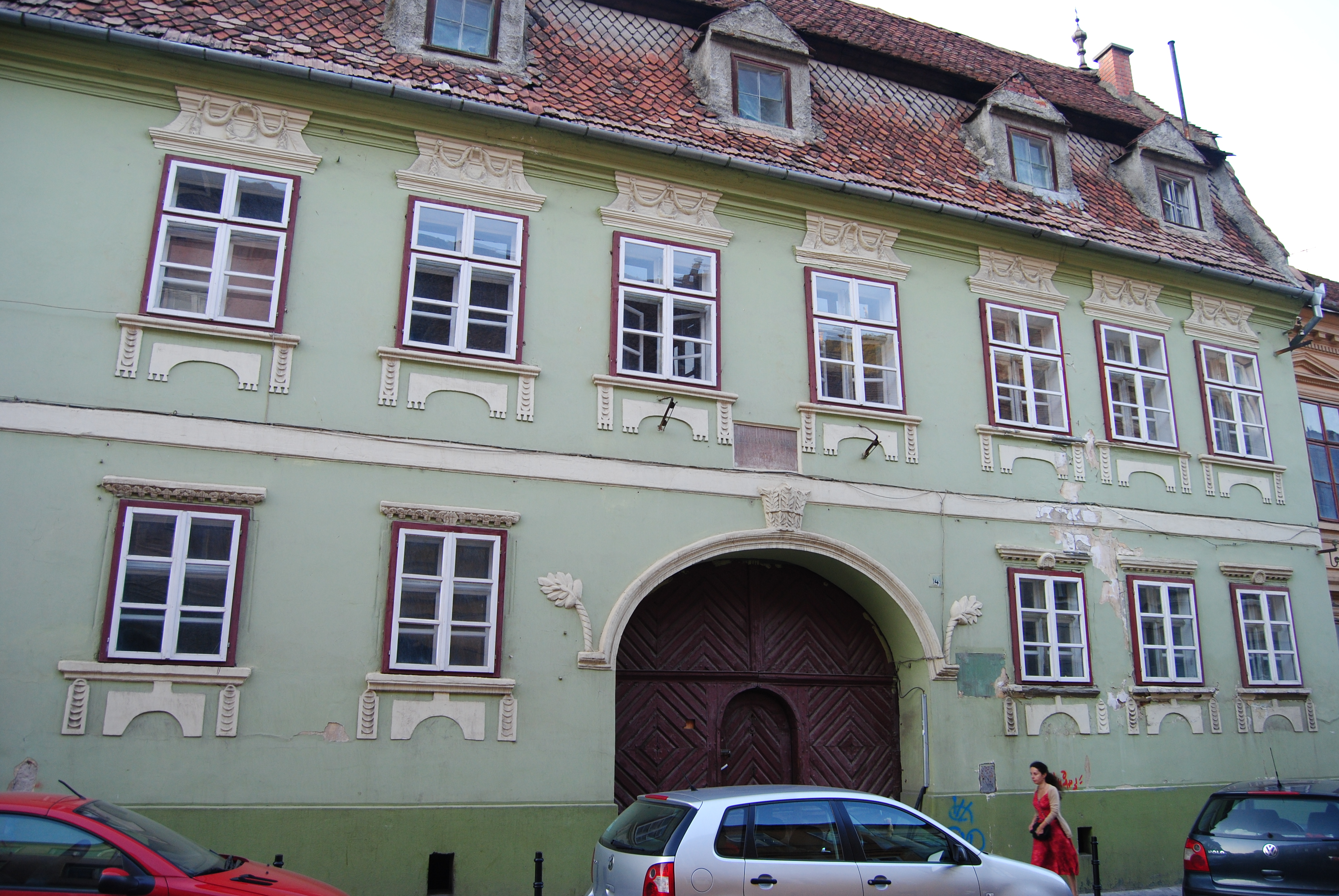
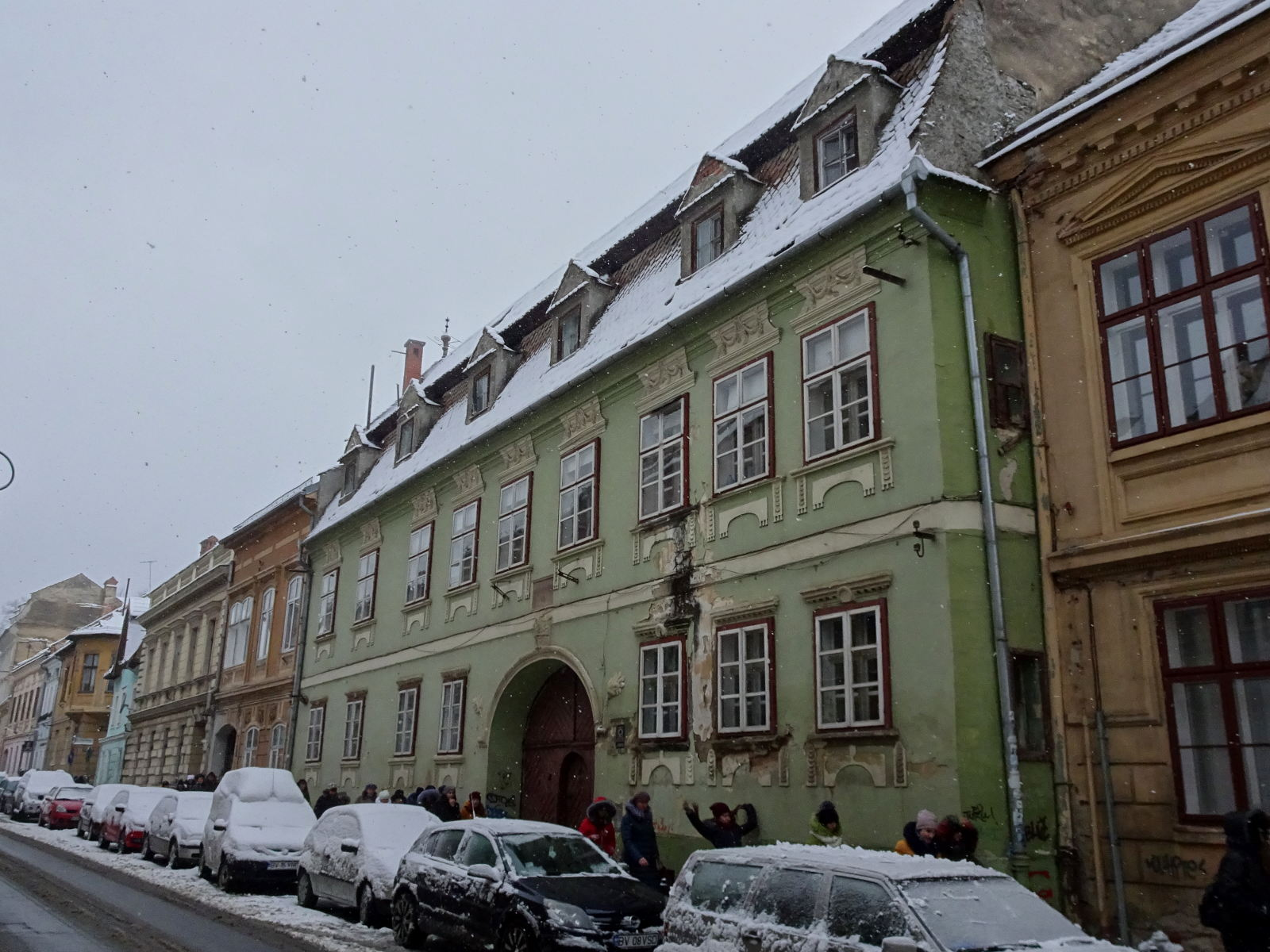